# Ziegendorf
Ziegendorf è un comune del Meclemburgo-Pomerania Anteriore, in Germania.
Appartiene al circondario (Kreis) di Ludwigslust-Parchim (targa PCH) ed è parte della comunità amministrativa (Amt) di Parchimer Umland.

## Geografia fisica
Il territorio di Ziegendorf ospita le sorgenti del fiume Löcknitz, affluente dell'Elba.